# Cecilio Acosta

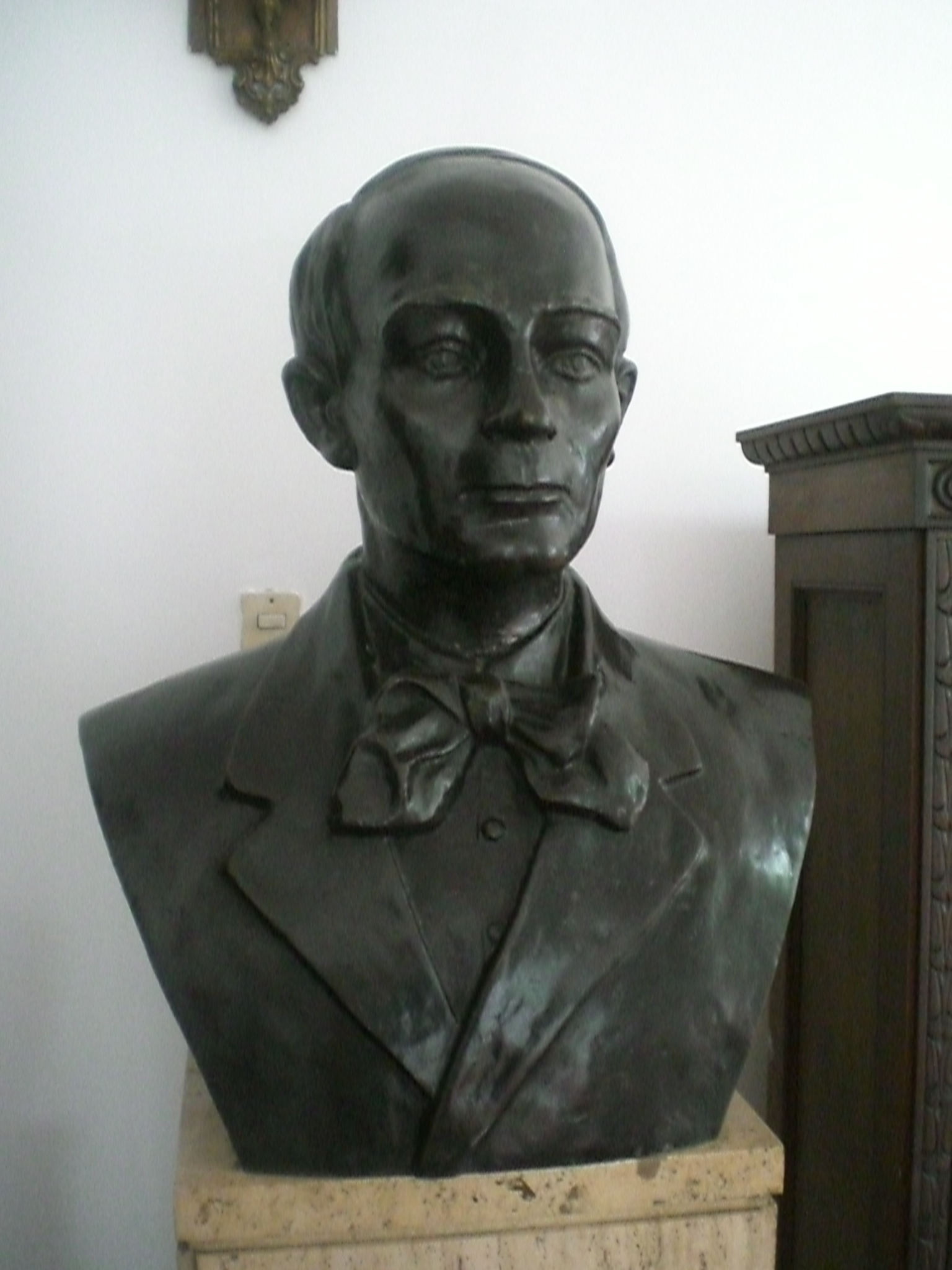
Cecilio Acosta sculpture

Cecilio Acosta (San Diego de los Altos, Caracas, 1 de Fevereiro de 1818 — Caracas, 8 de Julho de 1881) foi um pensador e poeta venezuelano.

## Biografia
Ensinou economia política na sua cidade natal e foi autor do código venezuelano. Entre as suas obras, destacam-se: Relato da Europa e dos Estados Unidos da América do Norte (1881), Cartas Venezuelanas e Parnaso venezuelano (aparecido em 1908).